# Sensuous Chill
Sensuous Chill è il diciottesimo album in studio del compositore greco Yanni, pubblicato nel gennaio 2016.

## Tracce
1. Thirst for Life – 3:46
2. Rapture – 3:34
3. Drive – 3:55
4. What You Get – 4:34
5. Desert Soul – 3:35
6. 1001 – 3:53
7. The Keeper – 3:28
8. Whispers in the Dark – 3:51
9. Seeing You Around – 3:38
10. Orchid – 4:13
11. Our Days – 4:26
12. A Little Too Late – 3:54
13. Dance for Me – 4:33
14. Retreat to Dream – 3:33
15. Test of Time – 3:55
16. Can't Wait – 4:06
17. I'm So – 4:37